# Peter Cunningham (Soldat)
Peter Kyle Cunningham (* 21. April 1932 in Ottawa; † 1. August 1954 in Lothringen) war ein Pilot der Royal Canadian Air Force. Nach ihm wurde die Eishockeyhalle in Zweibrücken benannt.

## Leben
Peter Kyle Cunningham wurde am 21. April 1932 in Ottawa, Ontario geboren. Seine Eltern waren Aubrey F. und Doris I. Cunningham. Er trat am 14. November 1950 in die Royal Canadian Air Force ein und wurde der 434 (Fighter) Squadron zugeteilt. 1953 wurde er zur 3rd Fighter Wing Royal Canadian Air Force Zweibrücken Germany versetzt. Am 1. August 1954 verunglückte er bei einer Luftkampfübung über Lothringen mit seiner F-86 Sabre tödlich. Er ist auf dem Soldatenfriedhof in Choloy-Ménillot in Frankreich beerdigt.

## Peter Cunningham Memorial ICE ARENA
Zusammen mit dem deutschen Arzt Dr. Krantz gründete Cunningham die Royal Canadian Air Force „Flyers“. Sie sollte eine Militär-Nationalmannschaft mit Spielern aus allen Air-Force-Flugplätzen in Europa werden. Die ersten Spiele der Mannschaft mussten in München und Mannheim stattfinden, bevor in Zweibrücken eine eigene Eishalle gebaut wurde. Für seinen Einsatz für den Eishockeysport wurde die Halle im Januar 1960 im Beisein seiner Mutter Doris auf den Namen Peter Cunningham Memorial ICE ARENA getauft.